# Liste der Monuments historiques in Carcassonne
Die Liste der Monuments historiques in Carcassonne führt die Monuments historiques in der französischen Stadt Carcassonne auf.

## Liste der Bauwerke
| Bezeichnung                              | Beschreibung | Standort                                                       | Kennzeichnung | Schutzstatus | Datum          | Bild |
| ---------------------------------------- | ------------ | -------------------------------------------------------------- | ------------- | ------------ | -------------- | ---- |
| Palais de la Micheline                   |              | 32 avenue du Général-Leclerc (Lage)                            | PA11000052    | Inscrit      | 2016           |      |
| Volksbad                                 |              | 3 rue de Lorraine (Lage)                                       | PA11000050    | Inscrit      | 2016           |      |
| Wasserkunst                              |              | 98 rue de Verdun Rue des Études (Lage)                         | PA00102582    | Inscrit      | 1947           |      |
| Bastion de Montmorency                   |              | Boulevard Commandant Roumens Boulevard Camille Pelletan (Lage) | PA00102583    | Inscrit      | 1948           |      |
| Kathedrale Saint-Michel                  |              | 52 rue Voltaire (Lage)                                         | PA00102584    | Classé       | 1886 1926      |      |
| Jesuitenkapelle                          |              | Rue des Études (Lage)                                          | PA00102602    | Inscrit      | 1948           |      |
| Kapelle Notre-Dame-de-Santé              |              | Rue des 3 Couronnes (Lage)                                     | PA00102585    | Classé       | 1932           |      |
| Schloss Saint-Martin-de-Poursan          |              | (Lage)                                                         | PA00102586    | Inscrit      | 1946           |      |
| Friedhof von Saint-Martin-de-Poursan     |              | (Lage)                                                         | PA00102587    | Inscrit      | 1946           |      |
| Cité von Carcassonne                     |              | (Lage)                                                         | PA00102588    | Classé       | 1862 1926 1942 |      |
| Kreuz von Montlegun                      |              | Avenue des Platanes (Lage)                                     | PA00102589    | Inscrit      | 1946           |      |
| Kreuz von Pont-Rouge                     |              | D118 (Lage)                                                    | PA00102590    | Inscrit      | 1948           |      |
| Ehemalige Kirche Saint-Martin-de-Poursan |              | Boulevard des Carriers (Lage)                                  | PA00102591    | Inscrit      | 1948           |      |
| Kirche Saint-Nazaire                     |              | (Lage)                                                         | PA00102592    | Classé       | 1840           |      |
| Kirche Saint-Saturnin (mit Pfarrhaus)    |              | (Lage)                                                         | PA00102593    | Inscrit      | 1946           |      |
| Kirche Saint-Vincent                     |              | (Lage)                                                         | PA00102594    | Classé       | 1907           |      |
| Neptunbrunnen                            |              | Place Carnot (Lage)                                            | PA00102596    | Inscrit      | 1926           |      |
| Saint-Michel-Brunnen                     |              | 39 rue Voltaire (Lage)                                         | PA00102597    | Inscrit      | 1948           |      |
| Grand Puits                              |              | Rue Viollet-le-Duc (Lage)                                      | PA00102618    | Inscrit      | 1926           |      |
| Schulzentrum Jean-Jaurès                 |              | 14, 16 boulevard Jean-Jaurès (Lage)                            | PA11000051    | Inscrit      | 2016           |      |
| neolithischer Lagerplatz von Auriac      |              | (Lage)                                                         | PA00102934    | Inscrit      | 1990           |      |
| Markthallen                              |              | 56 Rue de Verdun (Lage)                                        | PA00102598    | Inscrit      | 1948           |      |
| Hôtel de la Cité                         |              | Place Saint-Nazaire (Lage)                                     | PA11000014    | Inscrit      | 1998           |      |
| Hôtel de Murat                           |              | Boulevard Camille-Pelletan (Lage)                              | PA00102599    | Inscrit      | 1939           |      |
| Hôtel de Pelletier                       |              | 64 rue Trivalle (Lage)                                         | PA00102600    | Inscrit      | 1927 1948      |      |
| Hôtel de Rolland                         |              | 32 rue Aimé Ramond (Lage)                                      | PA00102601    | Classé       | 1923           |      |
| Gebäude                                  |              | 49, 51 rue de Verdun (Lage)                                    | PA11000029    | Inscrit      | 2004           |      |
| Gebäude                                  |              | 53 rue de Verdun (Lage)                                        | PA00102931    | Inscrit      | 1990 1992      |      |
| Gebäude                                  |              | 65 rue de Verdun (Lage)                                        | PA00102617    | Inscrit      | 1926           |      |
| Haus                                     |              | 2 rue Frédéric-Mistral (Lage)                                  | PA00102603    | Inscrit      | 1948           |      |
| Haus                                     |              | 5 rue Pinel (Lage)                                             | PA00102604    | Inscrit      | 1948           |      |
| Hôtel de St-André                        |              | 71 rue Jean Bringer (Lage)                                     | PA00102605    | Inscrit      | 1948           |      |
| Haus                                     |              | 36 rue de Verdun (Lage)                                        | PA00102606    | Inscrit      | 1948           |      |
| Maison Alaux                             |              | 14 rue Victor-Hugo (Lage)                                      | PA00102607    | Inscrit      | 1948           |      |
| Maison Cotte                             |              | 45 Rue de Verdun (Lage)                                        | PA00102608    | Inscrit      | 1948           |      |
| Maison Courtial                          |              | 30 rue Jean Bringer (Lage)                                     | PA00102609    | Inscrit      | 1948           |      |
| Maison Gally                             |              | 34 Rue Jules-Sauzède (Lage)                                    | PA00102611    | Inscrit      | 1947           |      |
| Maison Guilhem                           |              | 42 rue Victor-Hugo (Lage)                                      | PA00102610    | Inscrit      | 1948           |      |
| Maison de Montmorency                    |              | 125 rue Trivalle (Lage)                                        | PA00102612    | Classé       | 1942           |      |
| Königliche Tuchmanufaktur                |              | rue Trivalle (Lage)                                            | PA00102613    | Inscrit      | 1948           |      |
| ehemaliger Bischofspalast (Treppenturm)  |              | 67 rue Aimé Ramond (Lage)                                      | PA00102595    | Inscrit      | 1948           |      |
| Petit Puits                              |              | Rue Plô (Lage)                                                 | PA00102619    | Inscrit      | 1926           |      |
| Pont-Vieux                               |              | Rue du Pont-Vieux (Lage)                                       | PA00102615    | Classé       | 1926           |      |
| Canal du Midi: Aquädukt von Fresquel     |              | (Lage)                                                         | PA11000001    | Inscrit      | 1996           |      |
| Pont-Rouge                               |              | (Lage)                                                         | PA00102614    | Inscrit      | 1948           |      |
| Portail des Jacobins                     |              | Boulevard du Commandant-Roumens (Lage)                         | PA00102616    | Inscrit      | 1926 1939      |      |
| Stadttheater                             |              | Rue Courtejaire (Lage)                                         | PA11000022    | Inscrit      | 2002           |      |

## Liste der Objekte
- Monuments historiques (Objekte) in Carcassonne in der Base Palissy des französischen Kultusministeriums